# Buzan (miejscowość)
Buzan – miejscowość i gmina we Francji, w regionie Oksytania, w departamencie Ariège.
Według danych na rok 1990 gminę zamieszkiwało 50 osób, a gęstość zaludnienia wynosiła 6 osób/km² (wśród 3020 gmin regionu Midi-Pireneje Buzan plasuje się na 1013. miejscu pod względem liczby ludności, natomiast pod względem powierzchni na miejscu 1218.).